# جيوكو هادزيفسكي
جيوكو هادزيفسكي (Gjoko Hadžievski) (مواليد 31 مارس 1955) هو مدرب كرة قدم.

## وصلات خارجية
- جيوكو هادزيفسكي على موقع قاعدة بيانات كرة القدم.إي يو (الإنجليزية)
- جيوكو هادزيفسكي على موقع Soccerway.com (الإنجليزية)
- جيوكو هادزيفسكي على موقع عالم كرة القدم.نت (الإنجليزية)

- J.League Data Site (باليابانية)